# Wassili IV.

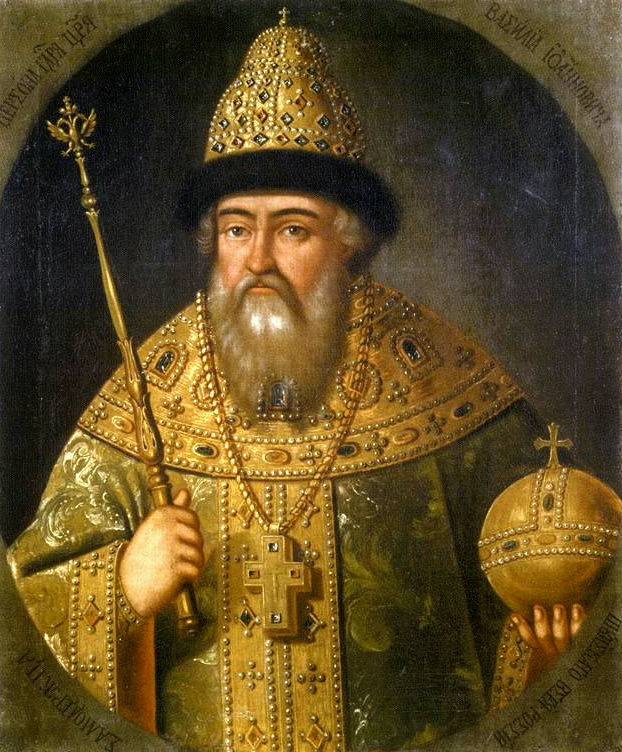
Wassili IV. Iwanowitsch Schuiski

Wassili IV. Iwanowitsch Schuiski (russisch Василий Иванович Шуйский, wiss. Transliteration Vasilij Ivanovič Šujskij; * 22. September 1552; † 12. September 1612 auf Burg Gostynin) war russischer Zar von 1606 bis 1610. Seine Herrschaft fiel in die sogenannte Smuta, die Zeit der Wirren, die 1598 mit dem Tod Fjodors I. begann und erst 1613 mit der Thronbesteigung Michail Romanows beendet wurde.

## Leben

### Abstammung
Fürst Schuiski entstammte der Nischni Nowgoroder Bojarenfamilie Schuiski, die auf die rurikidischen Fürsten von Susdal zurückging. 1587 beteiligte er sich am höfischen Intrigenkampf gegen Boris Godunow und fiel dabei in Ungnade. Er kehrte 1605 nach Moskau zurück und stand zunächst auf der Seite des falschen Dimitri, eines Hochstaplers, der sich als überlebender Zarewitsch Dmitri ausgab. Wassili Schuiski selbst hatte die Untersuchungskommission zu dessen Tod geleitet; es ist also auszuschließen, dass er diese Geschichte tatsächlich glaubte. Er war der Anführer eines Bojarenaufstandes, der am 17. Mai 1606 während der neuntägigen Hochzeitsfeierlichkeiten Pseudodmitris I. mit Marina Mniszkowa, der Tochter des polnischen Woiwoden von Sandomir, ausbrach.
In einer Chronik heißt es dazu:

„Mit wildem Geheul stürzten sich die Moskowiter auf die Polen, voller Wut wegen deren Zügellosigkeit und Raubgier. In den Händen hatten sie nur Äxte und Spieße, im Herzen aber grenzenlose Wut.“

### Familie
Wassili heiratete in erster Ehe Elena Repnina und in zweiter Ehe Marija Buinossowa-Rostowskaja. Beide Ehen blieben kinderlos.

## Herrschaft
Nach der Ermordung des falschen Dmitri riefen ihn die Bojaren gegen den Widerstand des Volkes, das sich unter Iwan Issajewitsch Bolotnikow erhob, zum Zaren aus. Unter seiner Herrschaft kam es zu einer Verstärkung der Auseinandersetzungen zwischen den verschiedenen Hochadelsgeschlechtern. Im Oktober 1607 gelang es Wassili, die Aufstandsarmee Bolotnikows entscheidend zu schlagen. Die labile innenpolitische Lage wurde aber schon bald vom zweiten falschen Dimitri ausgenutzt, der auf offene Unterstützung im Hochadel traf und im Juni 1608 in Tuschino eine Gegenregierung gebildet hatte. Im Wiborger Abkommen 1609 wurde Wassili von Karl IX. König von Schweden Militärhilfe zugesichert, mit der es ihm gelang, den falschen Dmitri zu besiegen.
Er herrschte, vor allem dank schwedischer Unterstützung, bis 1610, als abermals polnische Truppen in Russland einfielen. Er wurde am 29. Juli 1610 von sieben Bojaren gestürzt und zum Mönch geschoren. Wassili Schuiski starb 1612 in polnischer Gefangenschaft.